# Fajsławice
Fajsławice è un comune rurale polacco del distretto di Krasnystaw, nel voivodato di Lublino.
Ricopre una superficie di 70,69 km² e nel 2004 contava 5 099 abitanti.